# Yêu cuồng si
Yêu cuồng si (tựa gốc: Begin Again) là phim điện ảnh ca nhạc hài-chính kịch của Mỹ năm 2013 do John Carney đạo diễn kiêm viết kịch bản, với diễn xuất của Keira Knightley và Mark Ruffalo. Knightley vào vai một ca sĩ kiêm sáng tác nhạc được một giám đốc hãng thu âm gặp nhiều khó khăn (Ruffalo) chiêu mộ và hợp tác trong album thu âm tại nhiều địa điểm công cộng rải rác ở thành phố New York.
Sau thành công của phim nhạc kịch Một lần như thế (2007), Carney viết nên kịch bản cho Yêu cuồng si vào năm 2010 và mời Gregg Alexander chuẩn bị cho hầu hết phần âm nhạc của bộ phim. Với kinh phí 8 triệu đô-la Mỹ, giai đoạn sản xuất bắt đầu vào tháng 7 năm 2012 với nhiều địa điểm ghi hình diễn ra vòng quanh thành phố New York. Phim công chiếu vào tháng 9 năm 2013 tại Liên hoan phim quốc tế Toronto 2013 và phát hành rộng rãi vào ngày 27 tháng 6 năm 2014, cùng thời điểm ra mắt album nhạc phim. Phim khởi chiếu tại Việt Nam ngày 4 tháng 7 năm 2014. Phim đạt doanh thu 63 triệu đô-la Mỹ trên toàn cầu và nhận nhiều đánh giá chuyên môn tích cực. Phim giành một đề cử giải Oscar cho "Ca khúc trong phim hay nhất" với "Lost Stars".

## Nội dung
Dan Mulligan (Mark Ruffalo) là cựu giám đốc của một hãng thu âm thành công và sinh sống tại thành phố New York, thường bị người vợ Miriam (Catherine Keener) ghẻ lạnh và phải chật vật bắt kịp theo xu hướng thay đổi của ngành công nghiệp âm nhạc. Sau khi bị sa thải, anh thường xuyên rượu chè và tình cờ lui đến một quán rượu tại Lower East Side, nơi anh tìm thấy Gretta James (Keira Knightley)—một người viết bài hát độc lập trẻ tuổi và mãnh liệt. Cô vừa chia tay với bạn trai là một cộng sự sáng tác lâu năm Dave Kohl (Adam Levine), người mới tìm được thành công và lén lút lừa dối cô với một trợ lý sản xuất. Say đắm trước âm nhạc của Gretta, Dan đề nghị cô ký kết cùng hãng thu âm cũ và cô ngỏ lời đồng ý sau nhiều lần từ chối.
Dan và Gretta gặp Saul (Mos Def), đồng nghiệp và là nhà đồng sáng lập hãng thu âm của Dan, nhưng lại bị anh từ chối vì không thấy tiềm năng ở Gretta. Không nản lòng, Dan hứa cùng nhau giúp Gretta sản xuất album, thu âm trực tiếp suốt mùa hè tại nhiều nơi ở thành phố New York. Dan tập hợp một nhóm các nhạc sĩ tài năng, trong đó có anh bạn thân Steve (James Corden) của Gretta, dự định thực hiện một album để thuyết phục phát hành qua hãng đĩa của anh. Trong thời gian này, Dan và Gretta kết thân cùng nhau ở cả ngoài đời tư lẫn công việc, trong khi Gretta động viên đứa con gái tuổi thiếu niên của Dan, Violet (Hailee Steinfeld) chơi guitar trong album này. Khi album hoàn thành, Dan và Gretta gặp lại Saul, người lấy làm ấn tượng trước sản phẩm của họ. Gretta yêu cầu Saul thuê lại Dan và chia cho cô một phần lợi nhuận lớn hơn trong hợp đồng. Dù họ không thể đạt đến đồng thuận, Dan cảm thấy tự tin rằng Saul sẽ ký kết với Gretta.
Khi Gretta nhìn thấy Dave nhận giải thưởng trên truyền hình, cô chỉ trích anh và bày tỏ sự bất bình thông qua một bài hát mà cô gửi vào hộp thư thoại của anh. Dave hối hận, gọi lại cho cô và mong muốn gặp lại khi trở lại New York để quảng bá cho album mới. Sau khi do dự, cô quyết định gặp anh và cả hai bình luận về album của nhau. Gretta cảm thấy bị phản bội khi Dave thương mại hóa "Lost Stars," một bản tình ca ballad mà cô viết tặng anh như một món quà Giáng sinh, tin rằng ý nghĩa thực của bài hát đã bị đánh mất. Dave kể rằng khán giả rất thích bài hát này khi anh chơi theo phong cách mới và tin rằng âm nhạc là điều nên chia sẻ với mọi người, nhưng Gretta lại nói đó không phải là điều cô dự định cho bài hát này. Dù vậy, Dave mời cô đến và nghe anh chơi bài hát tại Gramercy Theatre vào cuối tuần để cô nhìn thấy sự ảnh hưởng đến người hâm mộ. Cô đến rạp hát vào đúng lúc anh đang trình bày bài hát này theo phần cải biên gốc của cô, nhưng khi nhìn thấy anh chơi nhạc cùng sự yêu mến của đám đông, cô nhận ra cả hai không còn thuộc về nhau nữa. Gretta sau đó bỏ về và đạp xe quanh thành phố với một nụ cười nở trên môi.
Sau đó, Gretta gặp lại Dan tại căn hộ của anh khi đã làm lành với vợ và đang dọn dẹp trở về nhà. Cô bảo mình không muốn anh phát hành album này, mà phân phối trên mạng trực tuyến với giá chỉ 1 đô-la. Dù Dan đã trở lại cộng tác cùng Saul, anh vẫn đồng ý đưa album này lên mạng và giúp cô quảng bá nó. Ngày hôm sau, Saul giả vờ sa thải Dan lần nữa vì quảng bá album của Gretta và thông báo album này đã chạm mốc 10.000 bản trong ngày đầu ra mắt.

## Diễn viên
- Keira Knightley vai Gretta James, một nhạc sĩ
- Mark Ruffalo vai Dan Mulligan, một nhà sản xuất thu âm
- Adam Levine vai Dave Kohl, bạn trai cũ của Gretta và là một nhạc sĩ thành công
- Catherine Keener vai Miriam Hart, người vợ ghẻ lạnh của Dan
- Hailee Steinfeld vai Violet Mulligan, con gái của Dan và Miriam
- James Corden vai Steve, bạn thân của Gretta
- CeeLo Green vai Troublegum, một rapper thành công do Dan dẫn dắt
- Mos Def vai Saul, bạn đồng nghiệp lâu năm của Dan
- Rob Morrow vai CEO

## Sản xuất
Đạo diễn John Carney thai nghén tiền đề của Yêu cuồng si nhiều năm trước khi bắt đầu viết nên kịch bản vào năm 2010. Câu chuyện này được lấy cảm hứng một phần từ những trải nghiệm của anh lúc là nhạc công trong một ban nhạc và sự ấn tượng trước nhiều giám đốc artists and repertoire (A&R) của các hãng đĩa thập niên 1990, giúp xây dựng hình tượng cơ bản nhân vật Dan. Carney viết kịch bản ban đầu mang tên Can a Song Save Your Life?, trước khi cùng Glen Hansard và Gregg Alexander sáng tác các bài hát; anh mong muốn "thực hiện âm nhạc xung quanh câu chuyện này, thay vì theo hướng ngược lại." Phong cách bài hát xuất hiện trong kịch bản cũng như yếu tố tự nhiên của câu chuyện được tham khảo từ bộ phim nhạc kịch A Star Is Born (1954) của Judy Garland và tác phẩm trước đây của Carney, Một lần như thế (2007). Carney lần đầu đưa bộ phim này đến nhà làm phim Judd Apatow vào năm 2010, người sản xuất nên bộ phim cùng Tobin Armbrust và Anthony Bregman; công ty sản xuất phim Exclusive Media tài trợ 8 triệu đô-la Mỹ kinh phí để sản xuất Yêu cuồng si.
Trước khi tuyển Keira Knightley vào vai Gretta, Carney nhắm vai diễn này đến một ca sĩ nhạc pop như Adele và một vài nữ diễn viên khác như Scarlett Johansson, người đã có một thời gian chú ý đến dự án này. Knightley, người chưa từng ca hát một cách chuyên nghiệp trước đây, đã chuẩn bị cho vai diễn này bằng việc luyện tập với một giáo viên thanh nhạc và học cách chơi guitar. Mark Ruffalo là lựa chọn đầu tiên của Carney cho vai Dan và anh ngay lập tức nhận vai sau khi Carney gửi bản nháp kịch bản đầu tiên. Ca sĩ Adam Levine cũng là người duy nhất Carney lựa chọn cho nhân vật Dave, anh nhanh chóng giành được vai diễn sau khi bàn bạc với Carney thông qua Skype và thu âm một vài đoạn thoại thử vai; anh từ chối nhận thù lao cho vai diễn trong bộ phim này. Dù từng được tuyển trong một vài vai nhỏ trên truyền hình, Yêu cuồng si mới là bộ phim điện ảnh đầu tiên Levine tham gia. Carney liên lạc đến James Corden để tuyển vai sau khi yêu mến màn diễn xuất của Corden trong vai chính vở nhạc kịch do Broadway dàn dựng, One Man, Two Guvnors.
Giai đoạn ghi hình của bộ phim bắt đầu tại thành phố New York vào ngày 2 tháng 7 năm 2012 và diễn ra trong 23 ngày. Carney chọn quay phim tại những khu phố ít được biết đến tại Manhattan để dễ gây chú ý đến người dân địa phương hơn là du khách. Một vài địa điểm đặc biệt bao gồm Làng Greenwich, the East Village, Quảng trường Thời đại và Công viên Trung tâm Washington. Thay vì trình diễn trực tiếp lúc ghi hình, các diễn viên hát theo những bài hát được thu âm sẵn. Để tiết kiệm chi phí thuê cả đoàn làm phim và hỗ trợ, một vài cảnh—bao gồm cảnh tại Quảng trường Thời đại—được quay vào buổi khuya bằng máy ghi hình cầm tay. Vị trí trên mái nhà nằm ở phía tây nam gần tòa nhà Empire State.

### Tranh cãi Carney–Knightley
Trong một loạt các cuộc phỏng vấn để quảng bá cho bộ phim Sing Street năm 2016, Carney liên tục chỉ trích diễn xuất của Knightley trong Yêu cuồng si. Khi hỏi về phản ứng phê bình đến Sing Street từ tờ The Independent, Carrey trả lời rất tự nhiên, "đó là một bộ phim cá nhân nhỏ mà không có Keira Knightley trong đó. Nó thực sự đáng để thực hiện." Trong cùng buổi phỏng vấn Carney còn đề cập liên tục đến Keira là một người mẫu, mặc dù thực tế rằng cô đã làm việc chuyên nghiệp với tư cách một nữ diễn viên từ khi còn nhỏ; ông nói, "tôi sẽ không bao giờ làm một phim với siêu mẫu nào nữa". Ông cũng chỉ trích cô trong buổi phỏng vấn với Heyuguys.com, "tôi chỉ nghĩ đối với Knightley nó giống như đang yêu cầu cô làm một điều bất khả thi". Mặc dù không đề cập cụ thể đến Knightley trong một buổi phỏng vấn khác với Den of Geek, Carney vẫn nói mong muốn thực hiện Sing Street của mình xuất phát từ "kinh nghiệm làm việc, hãy đối mặt với nó, với một người mẫu trong bộ phim cuối cùng của tôi". Những nhà làm phim Massy Tadjedin, Mark Romanek, Lorene Scafaria và Lynn Shelton từng làm việc với Knightley trong những bộ phim khác, đã tweet ủng hộ cô sau những bình luận của Carney. Carney sau đó cũng tweet một lời xin lỗi công khai đến Knightley rằng ông cảm thấy hoàn toàn "giống như một thằng ngốc" và nói Knightley "không có vấn đề gì nhưng rất chuyên nghiệp và tận tâm" trong quá trình làm phim.

## Nhạc phim
Nhạc phim ra mắt vào ngày 30 tháng 6 năm 2014 tại Hoa Kỳ thông qua hãng thu âm ALXNDR của Gregg Alexander, hãng 222 Records của Levine, Polydor Records và Interscope Records. Hầu hết âm nhạc của bộ phim do Alexander sáng tác cùng Danielle Brisebois, Nick Lashley, Rick Nowels và Nick Southwood. Một vài bài hát được Glen Hansard và Carney sáng tác, hầu hết do Knightley và Levine trình bày. Bài hát "Drowning Pool" của The Walls xuất hiện trong đoạn mở đầu của phim không được xuất hiện trong album nhạc phim. Bài hát "Lost Stars" mang về nhiều đề cử, trong đó có giải Oscar cho "Ca khúc trong phim hay nhất" và giải BFCA cho "Ca khúc trong phim hay nhất".
| STT | Nhan đề                                       | Sáng tác                                                          | Nghệ sĩ                           | Thời lượng |
| --- | --------------------------------------------- | ----------------------------------------------------------------- | --------------------------------- | ---------- |
| 1.  | "Lost Stars"                                  | Gregg Alexander, Danielle Brisebois, Nick Lashley, Nick Southwood | Adam Levine                       | 4:27       |
| 2.  | "Tell Me If You Wanna Go Home"                | Alexander, Lashley                                                | Keira Knightley                   | 3:39       |
| 3.  | "No One Else Like You"                        | Alexander, Lashley                                                | Adam Levine                       | 3:28       |
| 4.  | "Horny"                                       | Alexander, Rick Nowels                                            | Cee Lo Green                      | 3:38       |
| 5.  | "Lost Stars"                                  | Alexander, Brisebois, Lashley, Southwood                          | Keira Knightley                   | 4:00       |
| 6.  | "A Higher Place"                              | Alexander, Nowels                                                 | Adam Levine                       | 3:12       |
| 7.  | "Like a Fool"                                 | John Carney                                                       | Keira Knightley                   | 2:27       |
| 8.  | "Did It Ever Cross Your Mind (Demo Version)"  | Alexander                                                         | Cessyl Orchestra                  | 3:38       |
| 9.  | "Women of the World (Go on Strike!)"          | Alexander, CeeLo Green, Nowels                                    | CeeLo Green                       | 3:15       |
| 10. | "Coming Up Roses"                             | Glen Hansard, Brisebois                                           | Keira Knightley                   | 3:13       |
| 11. | "Into the Trance"                             | Alexander                                                         | Cessyl Orchestra                  | 4:05       |
| 12. | "A Step You Can't Take Back"                  | Carney, Alexander, Brisebois                                      | Keira Knightley                   | 3:25       |
| 13. | "Lost Stars (Into the Night Mix)"             | Alexander, Brisebois, Lashley, Southwood                          | Adam Levine                       | 3:38       |
| 14. | "The Roof is Broke (Demo Mix)"                | Alexander                                                         | Cessyl Orchestra                  | 3:00       |
| 15. | "Tell Me If You Wanna Go Home (Roof Top Mix)" | Alexander, Lashley                                                | Keira Knightley, Hailee Steinfeld | 3:27       |
| 16. | "Intimidated by You"                          | Alexander                                                         | Cessyl Orchestra                  | 2:28       |

### Xếp hạng
| Bảng xếp hạng (2014)             | Thứ hạng cao nhất |
| -------------------------------- | ----------------- |
| Album Úc (ARIA)                  | 35                |
| Album Bỉ (Ultratop Vlaanderen)   | 191               |
| Album Bỉ (Ultratop Wallonie)     | 84                |
| Album Đan Mạch (Hitlisten)       | 15                |
| Album Pháp (SNEP)                | 55                |
| Album Hàn Quốc (Circle)          | 4                 |
| Album Hàn Quốc Quốc tế (Circle)  | 1                 |
| Album New Zealand (RMNZ)         | 25                |
| Album Tây Ban Nha (PROMUSICAE)   | 11                |
| Album Anh Quốc Compilation (OCC) | 22                |
| US Billboard 200                 | 22                |
| US Top Soundtracks (Billboard)   | 1                 |

## Phát hành
Yêu cuồng si công chiếu lần đầu vào ngày 7 tháng 9 năm 2013 tại Liên hoan phim quốc tế Toronto 2013, nơi The Weinstein Company được nhượng quyền phân phối bộ phim này tại Hoa Kỳ với 7 triệu đô-la Mỹ. Phim còn xuất hiện trong đêm hạ màn Liên hoan phim Tribeca vào ngày 26 tháng 4 năm 2014. Tựa đề phim được đổi từ Can a Song Save Your Life? sang Begin Again giữa thời gian công chiếu và phát hành vì người xem cảm thấy khó nhớ và thường bị ghi nhầm.

### Doanh thu phòng vé
Phim ra mắt giới hạn tại khu vực Hoa Kỳ vào ngày 27 tháng 6 năm 2014, thu về 134.064 đô-la Mỹ trong tuần đầu và xuất hiện rộng rãi từ ngày 11 tháng 7. Hãng The Weinstein Company tái phát hành bộ phim vào ngày 29 tháng 8 để phục vụ tranh giải trong dịp giải thưởng điện ảnh. Bộ phim thu về tổng cộng 63.464.861 đô-la Mỹ doanh thu trên toàn cầu, với 16.170.632 đô-la Mỹ tại Hoa Kỳ và 47.294.229 tại thị trường quốc tế.

### Đánh giá chuyên môn
Yêu cuồng si mang về nhiều đánh giá tích cực từ các nhà phê bình. Trên Rotten Tomatoes, bộ phim đạt tỉ lệ 82% nhận xét tích cực, dựa trên 162 bài bình luận, với điểm trung bình 6.8/10. Lời nhận xét chung của trang này viết, "Sự trở lại dòng phim chính kịch âm nhạc của đạo diễn-biên kịch John Carney chưa thể đạt đến tiềm năng của Một lần như thế, nhưng nhờ vào hai diễn viên chính ăn ý, Yêu cuồng si rất khó để cưỡng lại." Trên Metacritic, bộ phim ghi được số điểm 62 trên 100, dựa trên bài nhận xét của 39 nhà phê bình, đồng nghĩa với mức đánh giá tích cực.
Nhà phê bình Peter Travers của Rolling Stone đánh giá Yêu cuồng si 3 trên 4 sao, khen ngợi "sự màu nhiệm tinh tế" trong diễn xuất của các diễn viên chính và "sự đáng yêu kỳ quái, mê hoặc" mà không trở nên quá đa cảm của Carney. Ian Freer của Empire phong tặng 4 trên 5 sao, mô tả bộ phim "dễ chịu, mang diễn xuất tốt, cởi mở và đảm bảo khiến khán giả mỉm cười trong một đêm hè dịu mát." Trong một bài nhận xét trên Variety, Peter Debruge viết rằng "âm nhạc của Gregg Alexander là điều tuyệt vời nhất" về bộ phim, giúp "khơi mào cảm xúc và sau đó chuyển chúng về với âm nhạc." David Rooney từ The Hollywood Reporter khen ngợi "những phân tích thẳng thắn về tình cảm và sự thân mật" trong kịch bản của Carney và sự ăn ý giữa Knightley và Ruffalo, trong khi David Edelstein của New York yêu mến phần diễn xuất "vô cùng hài hước" của Ruffalo và "chất giọng ngọt ngào không ngờ" của Knightley.
Bên cạnh đó, Kenneth Turan của Los Angeles Times phát biểu cảm thấy câu chuyện và diễn xuất cứng nhắc và bộ phim không thể đạt đến sự ấn tượng của Một lần như thế. Đồng quan điểm, A. O. Scott của The New York Times viết rằng Yêu cuồng si là một "bước tiếp nối gây thất vọng và chỉnh lý quá tay" so với Một lần như thế và cảm thấy phim "không quá hay, nhưng... cũng khá dễ chịu." Trong một đánh giá 2 trên 5 sao của The Guardian, Paul MacInnes mô tả đây là "một bộ phim bị ám ảnh với tính chân thực nhưng cũng giả tạo như phong cách nhảy của Miley Cyrus." Nhà phê bình Bruce Ingram từ Chicago Sun-Times cảm thấy bộ phim mang tính ngụy thiện, nhận thấy "những rung cảm không có thật" trong phần trình diễn những bài hát ở phòng thu thay vì được chơi trực tiếp.

### Giải thưởng
| Giải thưởng                       | Hạng mục                    | Nội dung đề cử                                         | Kết quả |
| --------------------------------- | --------------------------- | ------------------------------------------------------ | ------- |
| Giải Oscar                        | Ca khúc trong phim hay nhất | Gregg Alexander và Danielle Brisebois cho "Lost Stars" | Đề cử   |
| Giải Sự lựa chọn của nhà phê bình | Bài hát hay nhất            | Keira Knightley trình bày "Lost Stars"                 | Đề cử   |